# Roter Knickzehenlaubfrosch
Der Rote Knickzehenlaubfrosch (Scinax ruber) ist ein Frosch aus der Familie der Laubfrösche. Er ist im Amazonasbecken in Südamerika und den angrenzenden Gebieten beheimatet.

## Merkmale
Die Männchen des Roten Knickzehenlaubfroschs sind im Regelfall kleiner als die Weibchen, sie werden 31 bis 37 Millimeter lang, die Weibchen erreichen eine Kopf-Rumpf-Länge von 40 bis 42 Millimetern. Auch in der Färbung zeigt sich ein auffälliger Geschlechtsdimorphismus. Die Männchen sind heller gefärbt und haben eine grünlich-gelbe bis cremefarbene Rückenfarbe. Ihr Bauch ist gelblich bis weiß. Die Weibchen haben einen braunen bis grauen Rücken und eine cremefarbene Unterseite. Entlang des Rückens und auf den Oberseiten der Gliedmaßen zeigen sich bei beiden Geschlechtern Reihen dunkler Punkte oder länglicher Flecken. In der Leistengegend und an den inneren Oberschenkeln befinden sich auffällige gelbe oder orangefarbene Tupfen. Bei der nahe verwandten Art Scinax boesemani fehlen diese Tupfen.

## Verbreitung
Der Rote Knickzehenlaubfrosch hat ein sehr großes Verbreitungsgebiet, dessen Abgrenzung jedoch nicht abschließend geklärt ist, da immer wieder neue Arten aus dem Artenkomplex um diesen Knickzehenlaubfrosch ausgegliedert werden und die Vorkommen der einzelnen Populationen neu bestimmt werden müssen. In der populationsgenetischen Forschung spricht man von der Scinax-ruber-Klade.
Sein Hauptverbreitungsgebiet umfasst das Amazonasbecken und die angrenzenden Gebiete. Es erstreckt sich über die Länder Kolumbien, Brasilien, Ecuador, Peru und Bolivien. Im Norden Südamerikas kommt er bis in das Bergland von Guayana mit den Staaten Französisch-Guayana, Guyana, Surinam und Venezuela vor. Ausläufer reichen bis Mittelamerika in die Provinz Darién im östlichen Panama und auf die Inselwelt von  Trinidad und Tobago. Eingeführt wurde der Frosch auf den Inseln Martinique, Puerto Rico und Saint Lucia.
Es ist möglich, dass das Vorkommen in der Gegend von Villavicencio im Departamento del Meta in Kolumbien der Art Scinax x-signatus zugerechnet werden muss.

## Lebensweise
Wie die anderen Laubfrösche sind auch die Knickzehenlaubfrösche Baumbewohner (arboricol) und nachtaktiv. Er bevorzugt feuchte Wälder mit Lichtungen und offene Landschaften. Wo Bäume fehlen, ist der Rote Knickzehenlaubfrosch auch auf niedriger Vegetation und selbst auf dem Boden zu finden, wie beispielsweise in der Gran Sabana in Venezuela.
Die Fortpflanzung kann während des gesamten Jahres stattfinden. Wenn in seinem Verbreitungsgebiet Regenzeit herrscht, das ist im Regelfall zwischen November und Mai, erreicht die Reproduktionsphase des Roten Knickzehenlaubfroschs jedoch ihren Höhepunkt. Die Männchen rufen von überhängenden Zweigen nahe den Gewässern, die in der Regenzeit oft temporär entstehen. Die Gelege, die bis zu 590 Eier enthalten können, werden von den Weibchen an der Ufervegetation so befestigt, dass die Kaulquappen direkt ins Wasser fallen, sobald sie schlüpfen. Die Kaulquappen sind hell gefärbt und durchscheinend. Sie entwickeln sich in der Wassersäule von kleinen stehenden Gewässern.

## Gefährdung
Der Rote Knickzehenlaubfrosch kann auch in stark vom Menschen beeinflussten Arealen wie Rodungsflächen, Gärten und Parks überleben. Die Larven können sich in solchen Landschaften in temporären Gewässern wie Straßengräben und Pfützen entwickeln. Zeitweise ist der Frosch in der Nähe von solchen Gewässern sehr häufig.
Seine weite Verbreitung und die Tatsache, dass die Art ein breites Spektrum von Habitaten bewohnt, macht es unwahrscheinlich, dass die Bestände rasch abnehmen werden. Zudem kommt die Art in vielen Schutzgebieten vor und es sind keine speziellen Gefährden bekannt. Die IUCN listet daher den Roten Knickzehenlaubfrosch als „nicht gefährdet“ (Least Concern).